# 工廠角
工廠角（英語：Factory Point）是南極洲的海岬，位於南喬治亞群島，處於斯特羅姆內斯灣，毗鄰捕鯨者，該海岬由捕鯨者命名，由英國海外領土管轄。